# Philip Warren Anderson
Philip Warren Anderson (Indianápolis, Indiana, 13 de diciembre de 1923-Princeton, Nueva Jersey, 29 de marzo de 2020) fue un doctor en física por la Universidad Harvard en 1949, uno de los físicos más prolíficos y de amplio abanico de los últimos tiempos. En 1977, obtuvo el Premio Nobel de Física, por sus investigaciones sobre la estructura electrónica de sistemas magnéticos desordenados.

## Biografía
Anderson nació el 13 de diciembre de 1923 en Indianápolis, creció en Urbana, en el seno de una familia universitaria, su padre era, profesor de fitopatología en la Universidad de Illinois.
Después de completar sus estudios trabajó en los Laboratorios Bell con muchos importantes especialistas del momento en la electrónica, como Bill Shockley, John Bardeen, Charles Kittel, Conyers Herring, Gregory Wannier, Larry Walker y John Richardson, entre otros. Pasó un año (1953) como becario del Programa Fulbright en la Universidad de Kioto, también por el laboratorio Cavendish de la Universidad de Cambridge y más tarde por la Princeton, hasta 1984.[cita requerida]
Su trabajo abarcó un innumerable grupo de materias: ferromagnetismo, resonancia magnética, superconductividad, estudio de semiconductores, líquidos de spin cuánticos, efecto Kondo, vidrio de espín, estrellas de neutrones, superfluidos y materiales amorfos. Fue uno de los fundadores de la física del estado sólido contemporánea.
Es autor del libro More and Different: Notes from a Thoughtful Curmudgeon, editado en 2011, cuyo título difiere ligeramente del de su célebre artículo More is different, publicado en 1972 en la revista Science.
Falleció el 29 de marzo de 2020, a los 96 años.